# Leoti (Kansas)
Leoti é uma cidade localizada no estado americano de Kansas, no Condado de Wichita.

## Demografia
Segundo o censo americano de 2000, a sua população era de 1598 habitantes.
Em 2006, foi estimada uma população de 1426, um decréscimo de 172 (-10.8%).

## Geografia
De acordo com o United States Census Bureau tem uma área de
3,4 km², dos quais 3,4 km² cobertos por terra e 0,0 km² cobertos por água. Leoti localiza-se a aproximadamente 1006 m acima do nível do mar.

## Localidades na vizinhança
O diagrama seguinte representa as localidades num raio de 52 km ao redor de Leoti.